# Rönnöfors

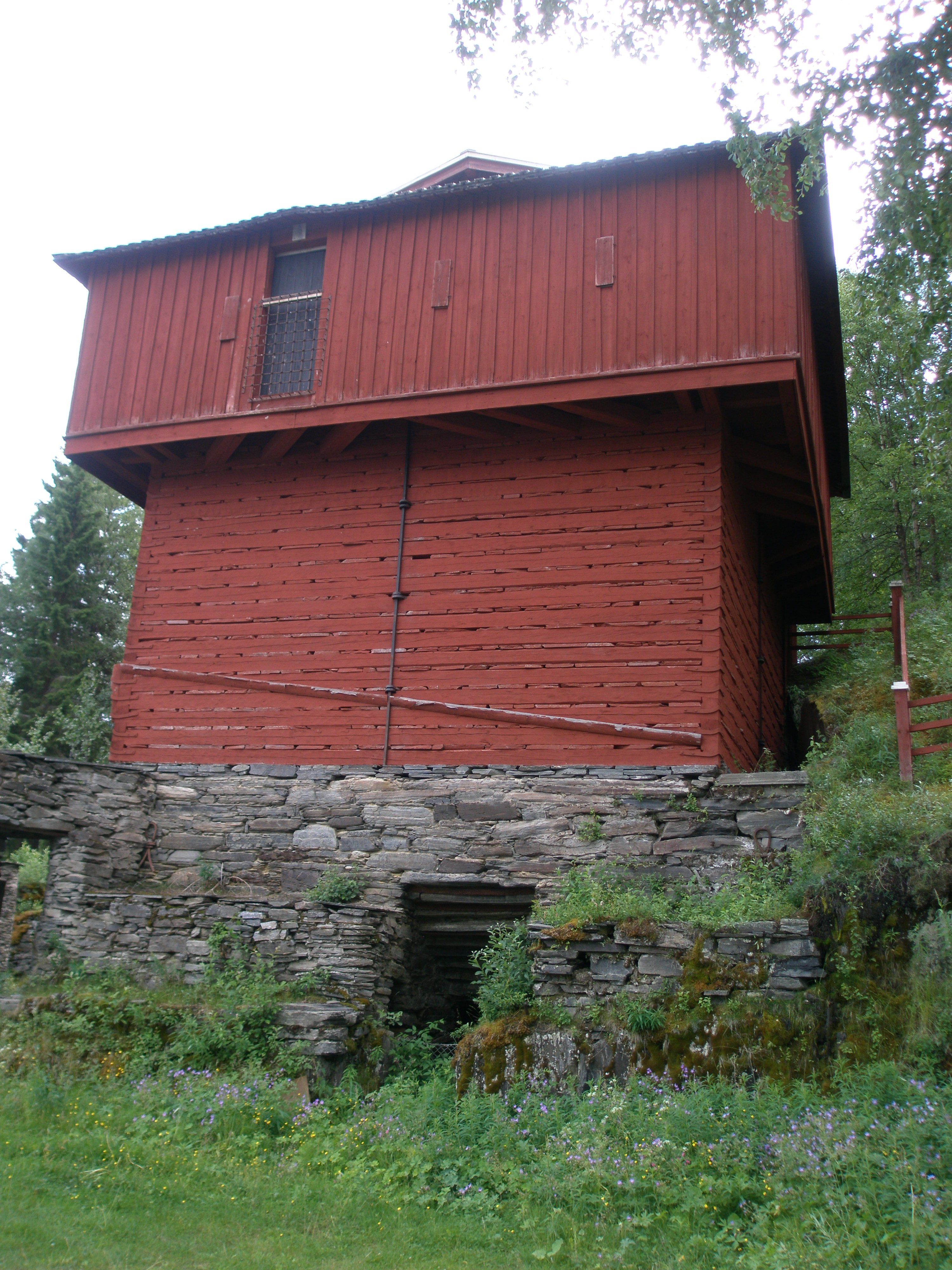
Rönnöfors järnbruksruin

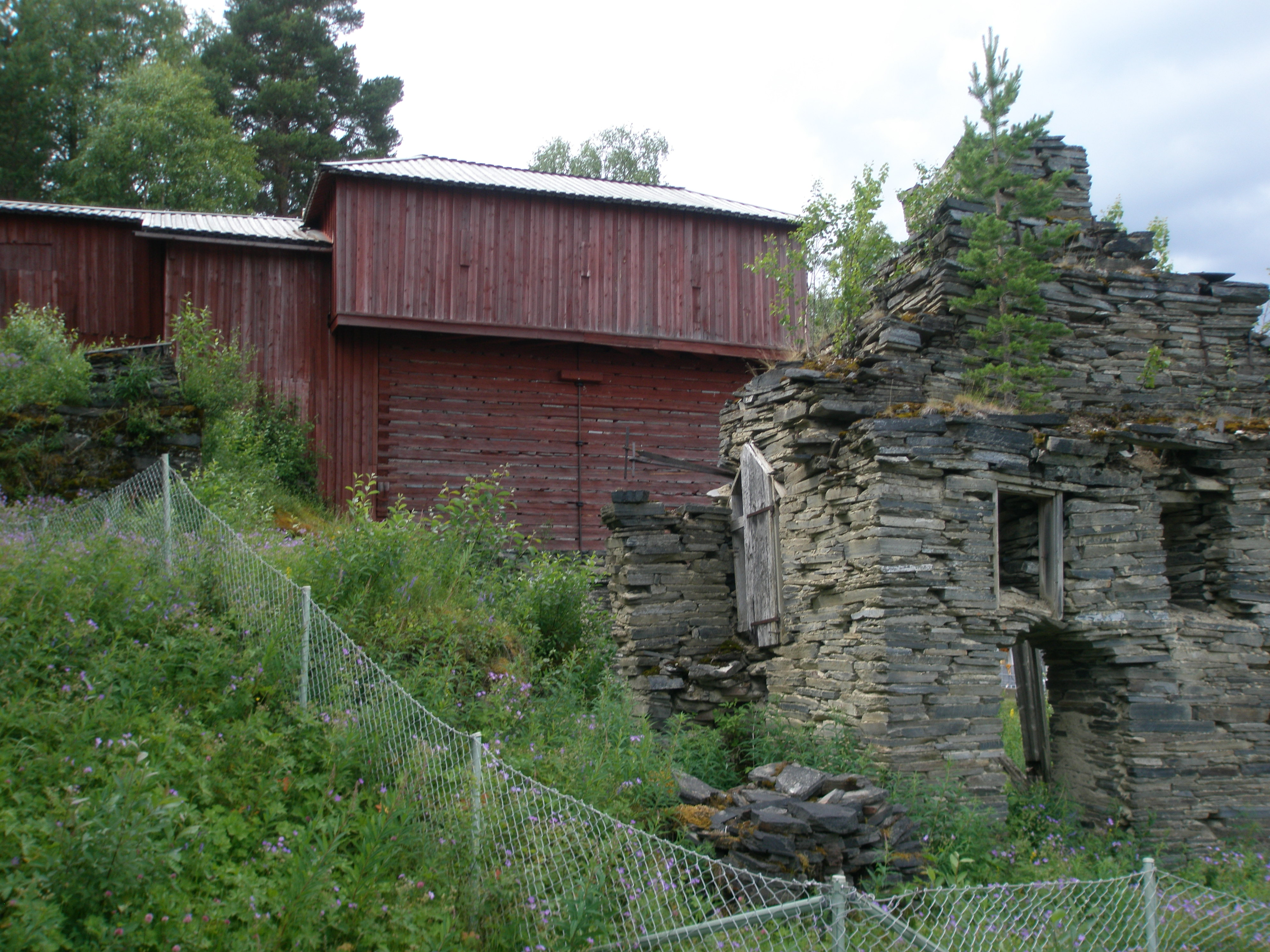
Rönnöfors järnbruksruin

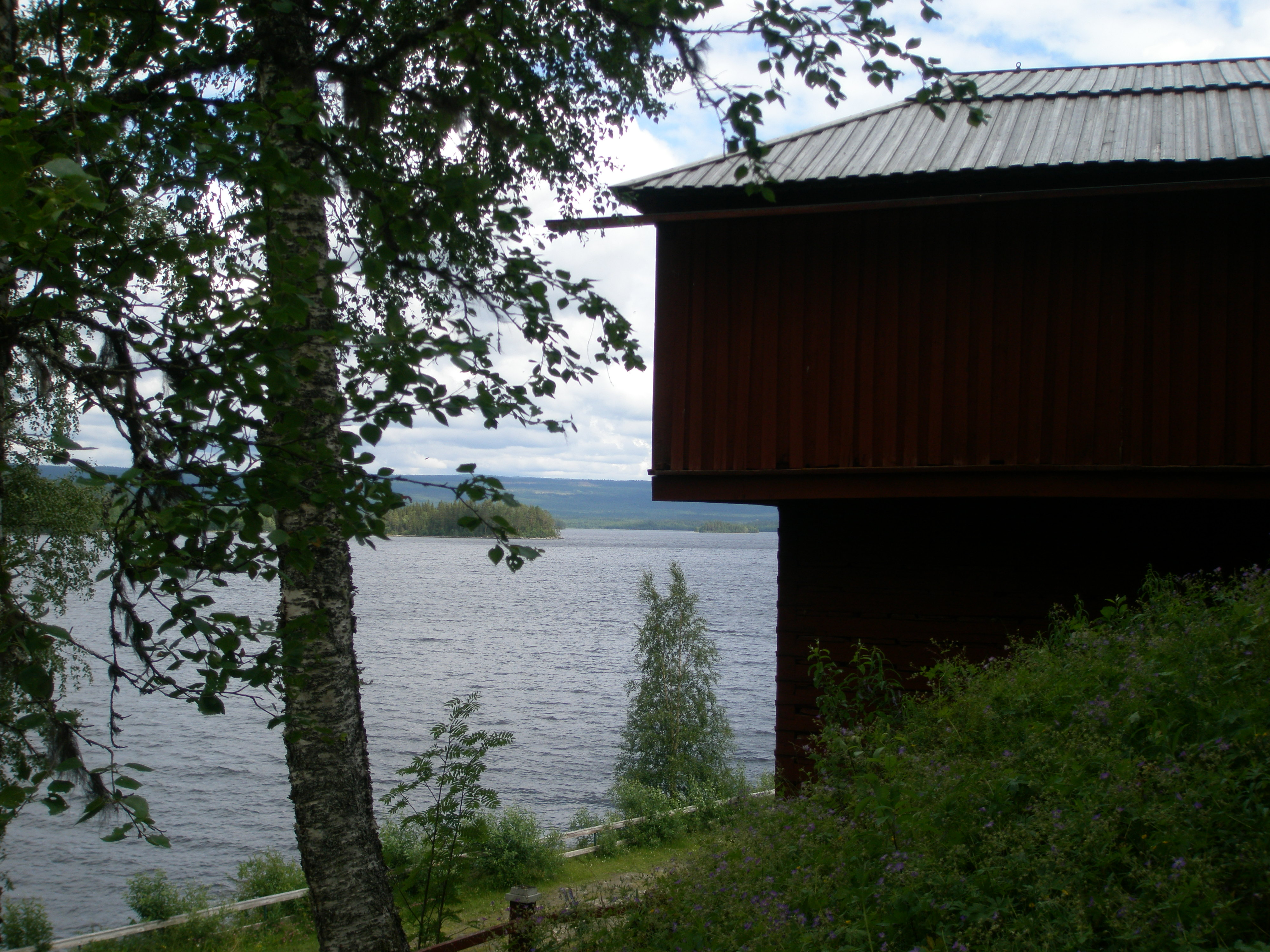
Rönnöfors järnbruk vid Landösjön

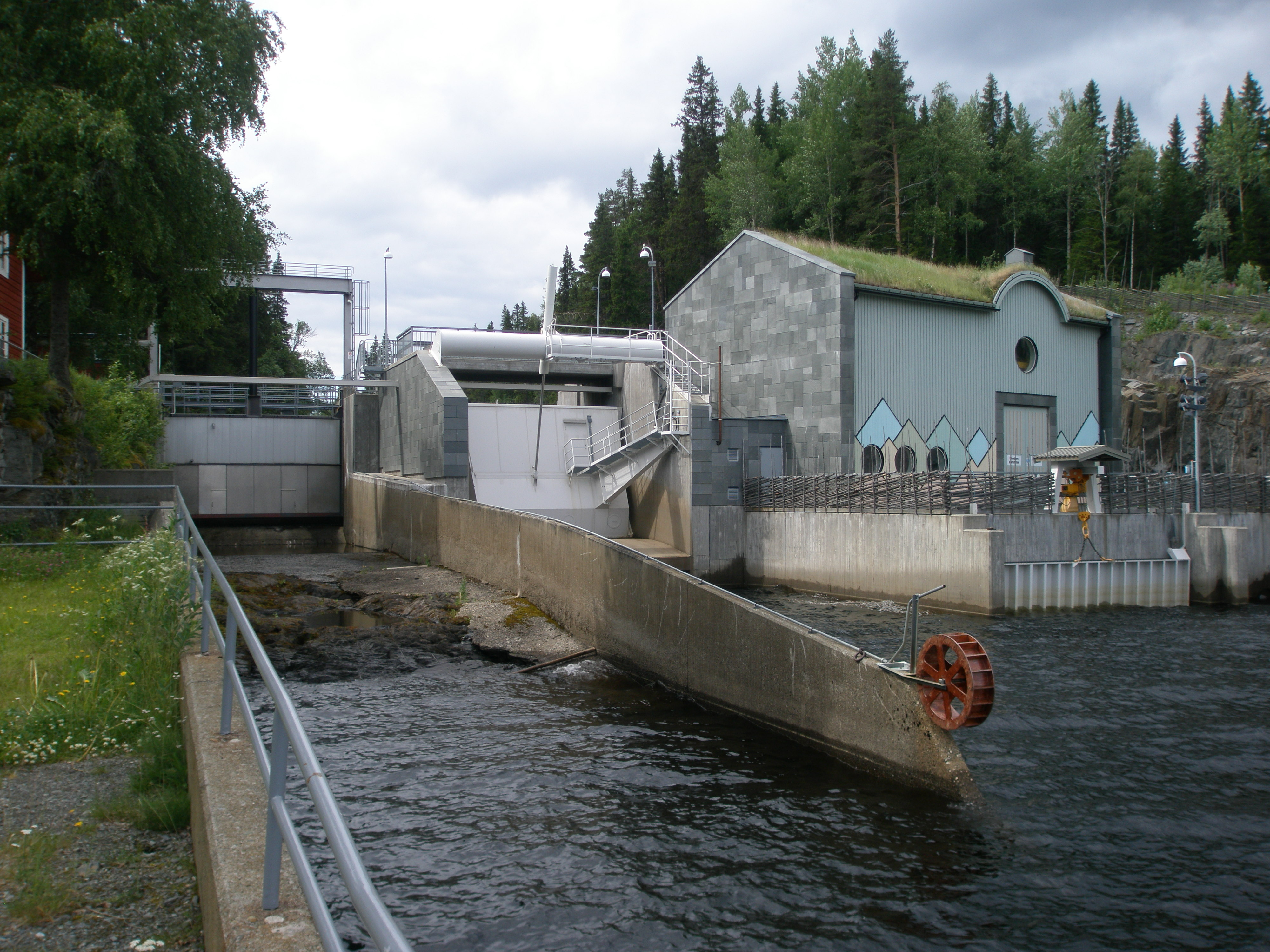
Kraftstationen vid Rönnöforsen

Rönnöfors (tidigare Rönnön eller Rännön; jämtska: Rännöya) är en ort i Offerdals socken, Krokoms kommun, Jämtland. Byn är högt belägen med utsikt över Offerdalsfjällen, vid Landösjöns västra ände och kan sägas vara centralort för norra delen av Offerdals socken. Samiska bosättningar finns i närbelägna byarna Jänsmässholmen och Frankrike.

## Historia
Rännön har fått sitt namn från Rännögssjön (Rönnösjön). Byns historia har präglats av bergsbruket. Rännön ägdes från början av de olika bolag som bedrev gruvdrift i Gruvfjället vid närbelägna Olden. Nybygget Rännön omnämns första gången i mitten på 1700-talet. En av byns första nybyggare var Anders Pärsson från Kalls socken, kallad Rännökskalln, som bytte sitt hemman i Kall mot Gustaf- och Carlbergs Kopperverks mark i Rännön. 
Myrarna i gränslandet mot Offerdalsfjällen innehåller så kallade myrmalm som under lång tid har använts för järnframställning. I början på 1800-talet började denna järnframställning att industrialiseras, först i Åflo och därefter i Rännön. Vid Örnstolån nordväst om Rännön öppnades i början på 1800-talet en järnmalmsgruva. Den mellan Rönnösjön och Landösjön belägna forsen, Rönnöforsen, gav namn till det järnbruk som började uppföras år 1845 av bergsingenjören Karl Ferdinand de Ron från Åflohammars bruk i Åflo. Stångjärnshammare, masugn, herrgårdsbyggnad,kontorsbyggnader och magasin uppfördes vid forsen, liksom torpställen, skola och brukskapell. 
Rönnöfors bruk tog huvudsakligen sin malm från Örnstolgruvan, men även från Grötomsgruvan i Kalls socken och från myrarna runt Rännön. Malmen användes för att gjuta bland annat hushållsredskap, spiselhällar och järnkaminer. Smidda järnprodukter tillverkades främst i Åflo och Långforsen, bland annat yxor, spik och plogar. Driften pågick med olika ägare fram till 1872, bland annat av brukspatronerna Oldenburg, Thomée och Hammar. Därefter bedrevs endast tidvis bruksrörelse. Bruket såldes senare till Heffners trävarubolag och därefter till Wifstavarfs AB. År 1926 revs delar av bruket, men lämningar finns fortfarande kvar. Masugnen i Rönnöfors är en av Sveriges få bevarade mulltimmersmasugnar. 
Under brukstiden ökade Rännöns befolkning betydligt. År 1884 byggdes allmän väg mellan Kaxås och Rönnöfors. Under 1900-talet anlades bland annat en slalombacke vid pensionat Rönnögården. Mellan åren 1925 och 1984 var Rönnöfors ett eget kyrkobokföringsdistrikt (kbfd) inom Offerdals församling.

## Rönnöfors kyrka
Behovet av en kyrka i Rönnön uppstod runt år 1830 i takt med att nybyggena i västra Offerdal ökade. I samband med att Rönnöfors bruk utökades växte behovet ytterligare och 1862 invigdes ett bönehus som senare blev ett kapell. I detta kapell hölls gudstjänster sex gånger per år. Den förste komministern anställdes år 1920 och 1923 flyttade han in i prästgården. Från och med år 1925 kunde begravningar hållas. År 1941 brann kapellet ned. Ett nytt församlingshus invigdes år 1945 och den nya Rönnöfors kyrka blev invigd 1954. 
Kyrkan är placerad på den plats där kapellet tidigare lågt, högt på en kulle med utsikt över Landösjön. Kyrkan är uppförd av gult tegel och har ett mittskepp och två lägre sidoskepp. Kyrkan har ett torn i väster och en sakristia i norr. Taket är av sadeltyp. Interiört är kyrkan sparsamt inredd och dekorerad. Det finns bland annat fönster med glasmålningar som har bevarats från det tidigare kapellet. Altartavlan är en muralmålning av Torsten Nordberg, Stockholm. 
Länsstyrelsen i Jämtlands län har uttalat att "kyrkan är en mycket tydlig exponent för efterkrigstidens arkitekturströmning, då traditionella former, materialverkan, hantverksmässighet och en robustare karaktär betonades". Riksantikvarieämbetet beslutade 2002 att kyrkan ska omfattas av länsstyrelsens tillståndsprövning, bland annat eftersom kyrkans tillkomst är en del i en historisk kontinuitet.

## Näringsliv
I Rönnöfors finns en mindre kraftstation i Rönnöforsen tillhörig Jämtkraft. Stationen, som invigdes år 2000, är byggd i anslutning till en regleringsdamm som funnits sedan 1950-talet. Det är ett av Jämtkrafts mindre vattenkraftverk och producerar ca 14 miljoner kilowattimmar el per år.
Norr om Rönnöfors finns ett stenbrott där Skifferbolaget AB bryter offerdalsskiffer sedan 1949.
Jord- och skogsbrukets roll i Rönnöfors har liksom i många andra orter i Jämtland minskat under senare år.[när?]
Från Rönnöfors går länsväg Z 675 mot Kaxås och Änge samt länsväg Z 686 mot Landön.

## Externa webbplatser
- Information om Rönnöfors kyrka, Länsstyrelsen i Jämtlands län
- Offerdal.se
- Gamla bron över Rönnöforsen, Bildarkivet Jamtli
- Rönnöfors bruk, Bildarkivet Jamtli